# X32
X32 var en variant på de trevagnars motorvagnståg typ X31 som används av Öresundståg, men X32 var inriktad mot längre resor. Samtliga X32 är numera ombyggda till X31.
Det fanns en förstaklassavdelning med annan klädsel på stolarna, annan variant på 2:a-klasstolar i den bokningsbara delen av tåget, tre toaletter, bagagehyllor samt ett pentry. Utvändigt kunde man se skillnad på tågtyperna genom att X32 hade två röda ränder under fönstren och mörkblått tak.
X32 trafikerade Kust till kust-banan Göteborg-Kalmar/Karlskrona, till 2007. Efter det kördes tåg av typ Regina och senare lok och vagnar (1980-talsvagnar). X32 och X31 är i grunden samma fordon och kan kopplas ihop med varandra för att bli ett längre tågsätt. Detta skedde ofta vid trafikeringen mellan Alvesta och Emmaboda.

## Ombyggnad till X31 för Öresundstågstrafiken
Under 2007 byggdes alla X32 tågsätt om till X31 eftersom de ursprungligen var tänkta att trafikera Blekinge Kustbana, men år 2002 när de beställdes var man osäker på om tågen fortfarande skulle tillverkas till när elektrifieringen av banan var klar. Därför beställde man dem i förväg, för att kunna sätta in dem i Öresundstågstrafiken när upprustningen av Blekinge Kustbana var klar. För att tågen skulle få gå i Danmark var man tvungen att byta ut interiören innan de sattes in i Öresundstågstrafiken, eftersom tågen på dansk sida av Öresund går som pendeltåg och inredningen som X32 hade under tiden på Kust till Kust-banan inte var lämpad för pendeltågsdrift: bland annat  var tågsätten inredda med färre sittplatser än vad som krävdes enligt den danska specifikationen.

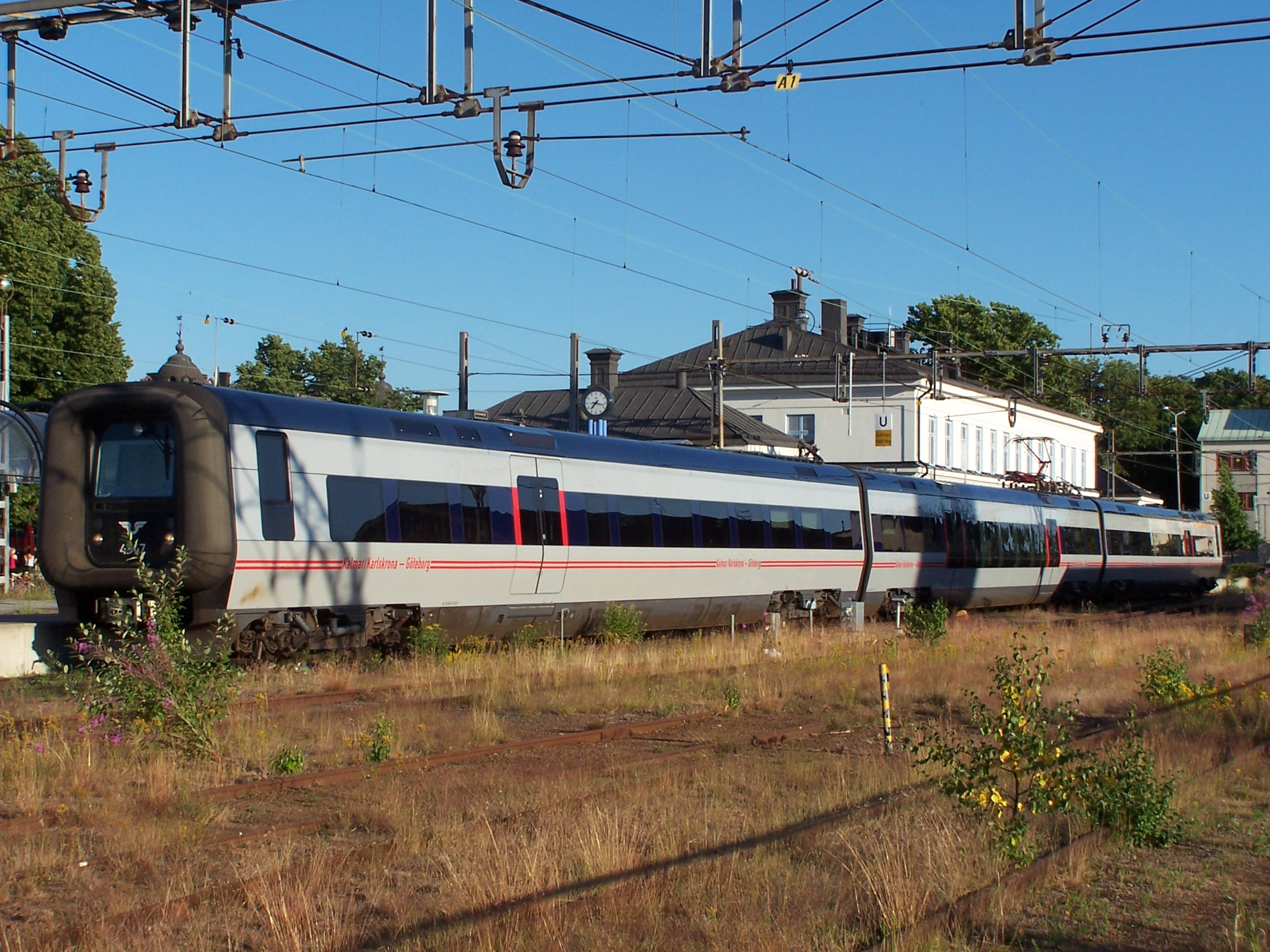
Ett X32-tågsätt i Karlskrona
Fotograf: Henrik Reinholdson